# Еріх Ройтер
Еріх Ройтер (нім. Erich Reuter; 30 березня 1904 — 30 жовтня 1989) — німецький воєначальник, генерал-лейтенант вермахту (20 квітня 1945). Кавалер Лицарського хреста Залізного хреста з дубовим листям.

## Біографія
1 квітня 1922 року вступив у 2-й піхотний полк. З 6 жовтня 1936 року — командир протитанкової роти навчального піхотного полку (Деберіц), в липні 1938 року переведений в 6-ту інспекцію (рухомі війська). З 3 листопада 1939 року — командир 1-го батальйону 21-го піхотного полку 17-ї піхотної дивізії. Учасник Балканської кампанії і німецько-радянської війни. З 15 січня 1942 року — командир 122-го піхотного полку 50-ї піхотної дивізії. Учасник боїв під Севастополем. З 31 жовтня 1942 року — начальник відділу Управління кадрів сухопутних військ. З квітня 1944 року — ад'ютант штабу групи армій «Північна Україна». В липні 1944 року командував 1134-ю бригадою. З 21 серпня 1944 року — командир 46-ї піхотної дивізії, яка діяла в Румунії. 9 травня 1945 року в Чехословаччині здався радянським військам. 7 червня 1950 року військовим трибуналом засуджений до 25 років таборів. 10 жовтня 1955 року переданий владі ФРН і звільнений.

## Нагороди
- Медаль «За вислугу років у Вермахті» 4-го і 3-го класу (12 років)
- Залізний хрест
  - 2-го класу (8 червня 1940)
  - 1-го класу (6 липня 1940)
- Штурмовий піхотний знак в сріблі
- Нагрудний знак «За поранення» в чорному
- Сертифікат Пошани Головнокомандувача Сухопутних військ Вермахту (10 серпня 1941)
- Почесна застібка на орденську стрічку для Сухопутних військ (29 вересня 1941)
- Німецький хрест в золоті (12 березня 1942)
- Медаль «За зимову кампанію на Сході 1941/42»
- Кримський щит
- Лицарський хрест Залізного хреста з дубовим листям
  - лицарський хрест (17 серпня 1942)
  - дубове листя (№ 710; 21 січня 1945)